# Træbiologi
Træbiologi er et felt inden for fagene botanik og biologi. Det beskæftiger sig sig med med træernes anatomi, fysiologi og økologi. Dette fagområde var længe belastet af forestillinger, der byggede på menneskets biologi, men i og med Shigos indsats har området siden slutningen af 1980'erne kunnet give videnskabeligt begrundede råd og anvisninger til den fagmæssige behandling af træer.

## Træer som skovvæsner
Alle træarter er nøje tilpasset livet i skoven. Træerne skaber selv skoven, men de er til gengæld også afhængige af den. Nogle arter optræder som pionerarter, der genskaber skovmiljøet for de andre, når skoven er forsvundet på grund af brand, jordskred, oversvømmelse, storme, sygdomme, skovning eller andre ulykker.
Når man af og til finder ensomme træer i landskabet, så er de altid kommet der på grund af menneskers indgreb. Enten er skoven omkring det enlige træ blevet fældet, eller også er træet blevet plantet på stedet. Eller som i gamle dage at græsningstrykket er så stort at alle de nye træer bliver spist.
I USA taler man ofte om "urban forest" (by-skov), hvor man lader som om de mange enlige træer i gader og parker tilsammen danner en skov. Det er dog et selvbedrag, der nærmer sig løgn. Man kan kun tale om skov, når en samling træer, buske og urter tilsammen danner et lukket miljø med helt specielle betingelser, som er enestående for netop skoven som plantesamfund, nemlig læ og høj fugtighed
Træerne er med andre ord tilpasset nicher i skovmiljøet. De udnytter bestemte sæt af vilkår, som lige netop de kan leve under. Stilk-Eg (Quercus robur) er f.eks. tilpasset kampen mod græsarterne, de tørre og forblæste forhold i det åbne landskab, det hårde, direkte lys og det tynde eller helt manglende muldlag. Omvendt er Storbladet Lind (Tilia platyphyllos) tilpasset skovbundsstauderne, skyggen, fugtigheden og læet i den mørke skov.
Disse tilpasninger har med tiden sat træarterne i stand til at udnytte skovens muligheder til det yderste, uden at der opstår en ødelæggende konkurrence.

## Træers alder
Her drejer det sig ikke om enkelte træers alder, og heller ikke om de enkelte arters muligheder for at nå en høj alder. Der er kun tænkt på alderen af den konstruktion, som træerne er bygget over. Man kan sige, at træerne følger et fælles skema i deres opbygning. Det er f.eks. velkendt, at træer består af rod, stamme, grene og blade (og eventuelt også blomster). Denne opbygning er så kendt, at man ikke tænker over, hvor gennemført den er. Både de koglebærende planters træarter (se nåletræer) overholder dette system, de frøbærende planters (se tokimbladede) træer har det, græsarternes træagtige planter (se enkimbladede) har det og selv bregnetræerne (se bregner) følger systemet.
Men også mange andre, mindre synlige dele af træerne er bygget helt ens, uanset hvilken art der er tale om. De har alle sikar, som ligger lige under barken, og som fører druesukker og andre stoffer fra produktionen i bladene ned til rødderne. De har også alle vedkar i de yderste årringe af veddet, hvor strømmen fører vand og opløste salte fra rødderne op til blade og blomster.
Det er værd at huske på, at den høje alder betyder, at modellen er afprøvet gennem så mange år, at den har bevist sin brugbarhed under de frygteligste katastrofer: stråling fra verdensrummet, meteornedslag med efterfølgende vinter i flere år, vulkanudbrud med efterfølgende luftforurening gennem måneder, lynnedslag med efterfølgende skovbrande, tørke, oversvømmelse, kulde, skadedyrsangreb, svampeangreb, gensidig konkurrence, orkaner, saltsvidninger, gødningsmangler, barfrost, jordskred, laviner, snetryk…

## Træer er selvforsynende
På denne klode er det kun de grønne planter (og visse bakterier), der selv kan samle det stof og den energi, de skal bruge for at kunne leve. Til denne gruppe hører også træerne. Alle vi andre æder af planternes produktion, enten direkte som planteædere eller indirekte som rovdyr, ådselædere, snyltere eller nedbrydere.
Ud over CO2, lys og vand, som bruges i opbygningen af nyt stof , skal træer og andre planter kun bruge nogle små mængder af mineralske salte. Dem bruger de – som vi selv – især til at danne de proteiner, der virker som enzymer i alle stofskifteprocesserne.
Så træer spiser altså ikke jord, og de lever heller ikke af gødning. De lever af sollys, som de selv opfanger og pakker ned i det sukker, de skaber ved fotosyntesen. Sukkeret flytter de rundt til steder, hvor der skal bruges stof til opbygning af andre stoffer , eller hvor der skal bruges energi som drivkraft i livsprocesserne.

## Træer har brug for råstoffer
CO2 er en luftart , som findes i små mængder i atmosfæren. Ganske vist er indholdet steget fra 0,025% ved år 1900 til 0,040% i dag, men det er stadigvæk små mængder, der er tale om. Træerne optager CO2 fra luften, og det sker gennem spalteåbningerne på undersiden af bladene. Vandet optages fra jorden gennem rødderne, og lyset opfanges direkte i det grønne farvestof, som hedder klorofyl. Her omdannes én lysenhed, en foton, til en elektrisk enhed, en elektron. Denne enhed bruges til at dele vandmolekyler, så der opstår en elektrisk ladet brintenhed, en brint-ion (H+). Brint-ionen kan sættes på CO2, og man har begyndelsen til den lange kæde af mellemstoffer, som fører frem til druesukker.
Træet har brug for enzymer for at omdanne druesukker til andre stoffer eller for at udvinde energien i sukkeret. Disse enzymer indeholder forskellige grundstoffer. Derfor er træet afhængigt af at kunne skaffe sig disse stoffer – i små eller større mængder. Optagelsen af stoffer kræver energi, og den sker i rødderne.

## Træer skal bruge jord til forankring
Træernes løsning på konkurrencen om lyset er at danne en høj stamme, som bærer bladene op i lyset oven over andre planters skygge. Men det arrangement har en alvorlig ulempe: det er forfærdeligt klodset, tungt og udsat for vindpres. Derfor har træerne haft gavn af at danne et netværk af svære, gamle rødder, som holder hele systemet på plads.
Hvis forankringen skal holde i flere hundrede år, må den gøres meget stabil. Det opnår træerne ved at sætte rødderne i kontakt med så stor en mængde jord som muligt. Ved hjælp af finrødderne holder det fast på jordpartiklerne, og ved grovrøddernes styrke overføres belastningerne fra toppen til jorden.

## Vækst, oplagring, blomstring og forsvar
Ethvert træ skaffer sig en mængde fotosyntese, som bestemmes af, hvor meget bladareal det har. Overskuddet kan være stort eller lille, men det vil altid være på 100% (meget uklar formulering!). Den mængde bruges til fire forskellige formål:
- Vækst i den løbende sæson,
- oplagring af energi til løvspringet i næste sæson,
- blomstring og frøsætning samt
- forsvar mod alle slags skader (inklusive beskæringssår).

Det er let at forstå, at når man forøger belastningen af træets forsvar, så må energien tages fra én af de andre puljer. Såring af træer betyder med andre ord nedsat vækst eller nedsat overskud til oplagring (= nedsat vækst næste forår).

## Fordeling af energi gennem året
Læg mærke til den kurve , som viser den samlede energireserve. Her ser man, hvordan træerne har en brat faldende reserve gennem hele foråret. Man ser, hvordan løvspringet i maj samtidigt er bunden af energikurven. Her er træerne allersvagest.
Senere giver de nye blade og den tiltagende lysmængde en hurtig genopbygning af energien. Lige efter Skt. Hans topper kurven. Da har man en aftagende lysmængde, men tiltagende varme. Det giver stigende tab til ånding samtidig med en faldende produktion i fotosyntesen (= faldende nettoprimærproduktion).
Af denne kurve kan man også aflæse, at træerne egentlig bedst kan tåle såring fra juli til september. Derimod er de svage i forårstiden. Men der sker det meste af beskæringen!

## Træer er bygget som russiske dukker
Fordelen ved at have en høj stamme modvirkes af, at stamme og grene er en belastning for træet. Derfor har arterne udviklet en model, som udbygger styrken i veddet i samme takt som belastningen stiger. Da vedceller er stive, kan tykkelsesvæksten ikke foregå indefra. Træerne har altså været nødt til at lægge væksten udenpå det, der allerede er dannet. Derfor er træer bygget som russiske dukker, dvs. i lag på lag.
Lagene er ringformede, når vi skærer dem over på tværs. Derfor kaldes de årlige tilvækstlag ofte for årringe. På langs er lagene derimod lange cylindre eller måske kegler med udposninger overalt, hvor der findes levende grene.

## Træer kan kunnydanne, men ikkegendanne
Da planteceller er stive og uflyttelige, kan træerne ikke erstatte nedslidte dele med nye dele, så det tabte gendannes. Et hul i et træ bliver ved med at være et hul. Hvad træerne derimod kan, det er at nydanne ved på steder, hvor såring og tab har svækket deres styrke.
Det betyder, at træerne i alle tilfælde må danne helt nyt ved på helt nye steder, når gammelt ved er svækket eller forsvundet. Det er forklaringen på, at træers stammer og grene får sådan nogle mærkelige buler og udvækster.
Misdannelserne kaldes for reaktionsved. De er placeret lige dér, hvor svækkelsen er, og de har en størrelse, som svarer til udbredelsen af svækkelsen. Når man ved dette, kan man begynde at lære sig at se uden på træerne, hvordan de har det inden i.

## Rod/top-forholdet
Ved omhyggelige undersøgelser har engelske forskere fundet frem til, at træerne stræber efter at opretholde en balance mellem rod og top, sådan at rodens tørstof vejer 4-5 gange mere end toppens. Det gør det let at forstå, hvorfor nyplantede træer tilsyneladende går helt i stå i 3-4 år. Det er nemlig den tid, de skal bruge til at genskabe det rette forhold.
Det forklarer også, hvorfor træerne reagerer med "panikvækst", når man har beskåret dem for hårdt. Vanris er simpelthen en satsning på at afbalancere det store, urørte rodnet med den svækkede top.
Endelig forklarer det, hvorfor der ikke dannes vanris, når man beskærer træerne i vækstperioden. Da kan de nemlig klare tabene ved at sætte ekstra skub i de nye skud, som endnu er i vækst.

## Træers reaktion på såring
Inden for ganske få sekunder er træet klar over, at det er blevet såret (se systempotentiale). Så snart barken er brudt, har træet grund til at gå i forsvar. Hvis svampe- og bakteriesporer finder frem til en blottet vedflade – og det gør de – så vil de indlede et angreb fra såret og ind i veddet.
Denne viden om, at der er sket en såring, hvor den er sket, og hvor alvorlig den er, giver træet mulighed for at målrette sit forsvar. Man kunne tro, at træet ville gå i panik og sætte forsvar ind overalt, men det er ikke økonomisk og i virkeligheden også farligt for træet selv (se elmesyge).
Den modsatte reaktion er udviklet gennem de mange millioner af år. Træerne har lært at spare på forsvaret og kun bruge det dér, hvor det er nødvendigt. Det skal dog siges, at der er store forskelle mellem de enkelte arters evne til at forsvare sig. Tilsvarende er der stor forskel mellem træindividernes evner i den retning.
Endelig skal det nævnes, at der er stor forskel på, hvilke svampe der får sig etableret i veddet. I realiteten foregår der en succession, hvor den ene art afløser den anden, men mest afgørende er det, om det er hvidmuld- eller brunmuldsvampe, der går af med sejren.

## Indkapsling (forsvar 1)
Straks går træet i gang med at danne giftige fenoler, som sendes frem til de levende celler bag sårfladen. Især fyldes de nærmeste marvstråler op med disse stoffer, så fjenderne ikke kan passere dem. Årringene findes i forvejen, og de er meget vanskelige at trænge igennem. Særligt den mørke del, som er dannet om efteråret, har på forhånd fået indsat fenoler for alle tilfældes skyld.
Det største problem er i virkeligheden, at snylterne kan trænge ind til et eller flere vedkar, som giver dem adgang til en hurtig bevægelse opad og nedad i træet. Derfor må vandstrømmen og al passage gennem de angrebne rør standses. Det sker midlertidigt ved at pumpe nogle airbag-lignende udposninger ind i rørene fra levende celler udenom dem.
Når disse udposninger, tyller hedder de, har standset bevægelsen i rørene, får træet tid til at fylde alle levende celler ovenfor og nedenfor såret op med fenoler og fyldstoffet lignin. Dermed er angrebet indkapslet. Det kan ikke trænge gennem årringene ind mod centrum. Det kan ikke løbe rundt mellem to årringe, for det sørger de fenolfyldte marvstråler for. Og det kan ikke bevæge sig op- eller nedad i stammen eller grenen, for dér er der lukket helt for al transport.
Som en sidste forsikring gør træet det, at den årring, som dannes lige efter angrebet, styrkes og mørkfarves af ekstra fenol og lignin. Denne årring kaldes nu for barrière-zonen. Dermed er der sat et afgørende skel op mellem alle de gamle tilvækstlag og de, som kommer herefter. Og de nye er jo de vigtigste, de mest effektive.

## Overvoksning (forsvar 2)
Samtidigt med at træet går i gang med at indkapsle angrebet, sørger andre arveanlæg for, at de levende celler langs sårranden indleder en overvoksning af sårfladen. Indkapslingen er nemlig ikke en løsning på problemet, kun en afgrænsning af det. Indkapslingen af det angrebne ved skaber nye problemer især for vandtransporten, som nu ikke længere kan foregå gennem de vedkar, der er blokerede.
Først det år, hvor overvoksningen dækker sårfladen helt, har træet genskabt de ubrudte vedkar. Men selv da er problemet måske ikke løs til bunds. Hvis såret har været aflangt, vil overvoksningen altid mødes på midten. Derved dannes en revne i barken, som kan vare ved i årevis, eventuelt forstærket af sprængninger om vinteren.
Kun sår, som er helt cirkelrunde, vil lukkes med en punktformet tap i midten. Ved al beskæring bør man altså stræbe efter at lave sårene cirkelrunde, – og det vil i de fleste tilfælde sige: at skære grene vinkelret over.

## Mykorrhiza
Dette mærkelige ord kommer af græsk myces = "svamp" + rhiza = "rod". Det betyder svampe-rod, og det udtales: my-ko-rit-sa. Ordet bruges til at benævne et samliv mellem plantearter og forskellige svampearter.
Dette samliv giver begge parter store fordele: svampen får sukker, vitaminer, plantehormoner og aminosyrer fra træet, og træet får en meget bedre forsyning med vand og mineraler (især fosfor). Desuden beskytter mykorrhiza-svampen rødderne mod skadelige svampe, der bliver holdt væk med kemiske stoffer, som samlivssvampen udskiller.
Det er blevet bevist adskillige gange, at træer først begynder at trives, når de får skabt dette samliv med de rette svampe. Tilsvarende viser amerikanske forsøg, at skov først kan etableres på præriens jord, når jorden podes med de rette svampearter samtidig med træplantningen.